# Susch
Susch est une localité et une ancienne commune suisse du canton des Grisons, située dans la région d'Engiadina Bassa/Val Müstair.
Jusqu'au 31 décembre 2014, Susch était une municipalité politique indépendante. Le 1er janvier 2015, elle a fusionné avec la commune de Lavin pour former la commune actuelle de Zernez.

## Géographie
Susch est situé dans la Basse-Engadine, sur le côté gauche de la rivière Inn ; Il se trouve à 27 km de Davos, à 39 km de Saint-Moritz, à 79 km de Landeck et à 82 km de Coire.
Le point culminant du territoire est le sommet du Piz Linard (3 411 m d'altitude), à la frontière avec Lavin ; le col de Flüela (2 383 m) se situe à la frontière avec Davos.

## Histoire

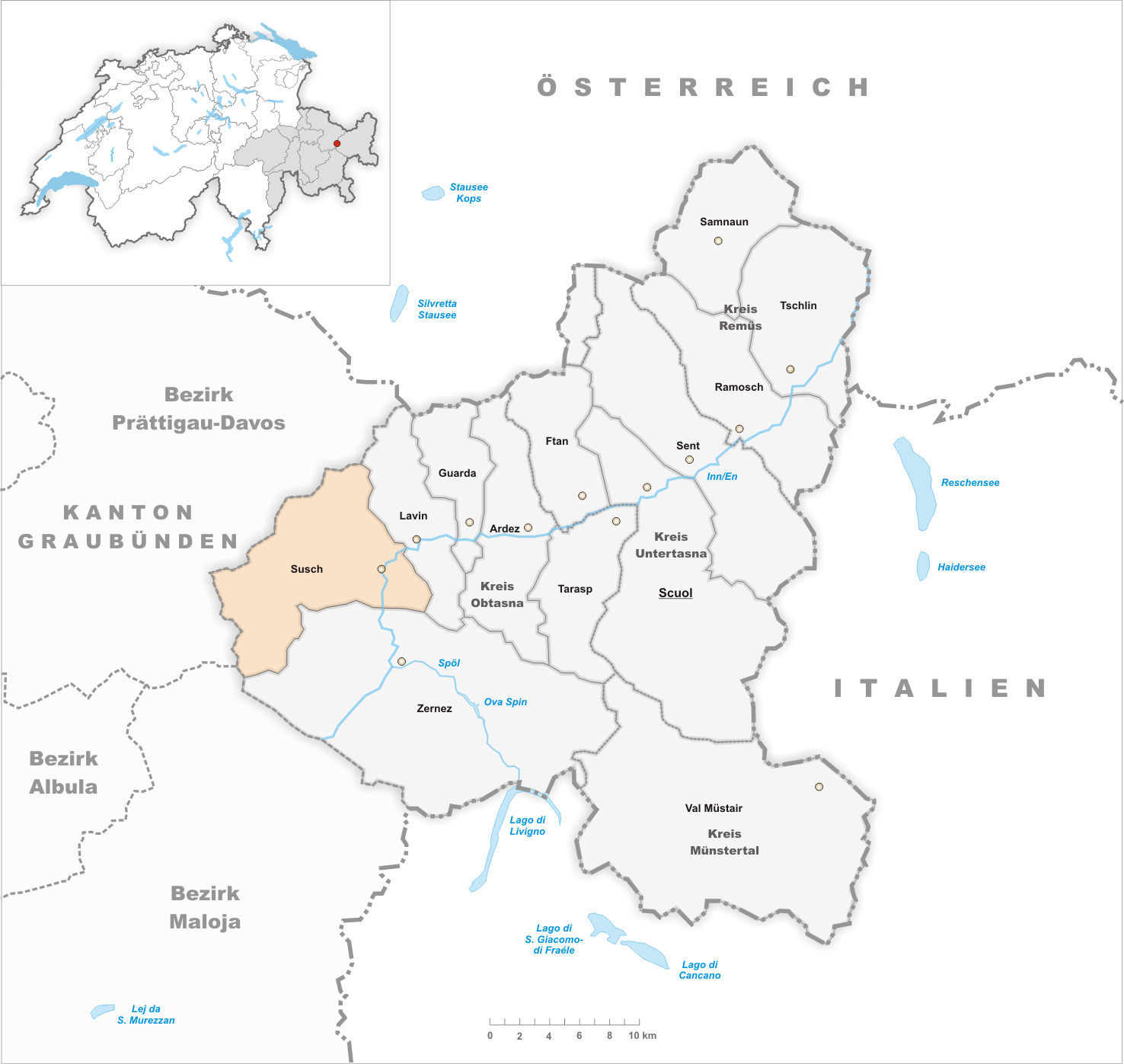
Le territoire de la commune de Susch avant l'unification municipale de 2015

Photo aérienne (1947)

Jusqu'au 31 décembre 2014, il s'agissait d'une municipalité autonome d'une superficie de 93,93 km2. Le 1er janvier 2015, elle a fusionné avec la commune de Lavin pour former la commune actuelle de Zernez.

## Infrastructures et transports
La commune est desservie par les gares de Sagliains et de Susch des Chemins de fer rhétiques sur la ligne Pontresina-Scuol.